# Communauté de communes Loire-Layon
La communauté de communes Loire-Layon est une ancienne communauté de communes française située dans le département de Maine-et-Loire et la région Pays de la Loire. Le 1er janvier 2017 elle disparait en fusionnant dans la nouvelle communauté de communes Loire Layon Aubance.
L'intercommunalité rassemblait neuf communes sur plus de 230 km2 et faisait partie du syndicat mixte Pays de Loire en Layon.

## Composition
La communauté de communes Loire-Layon compte neuf communes à sa dissolution :
| Nom                             | Code Insee | Gentilé         | Superficie (km2) | Population (dernière pop. légale) | Densité (hab./km2) |
| ------------------------------- | ---------- | --------------- | ---------------- | --------------------------------- | ------------------ |
| Saint-Georges-sur-Loire (siège) | 49283      | Saint-Georgeois | 33,36            | 3 513 (2014)                      | 105                |
| Chalonnes-sur-Loire             | 49063      | Chalonnais      | 38,35            | 6 505 (2014)                      | 170                |
| Champtocé-sur-Loire             | 49068      | Champtocéens    | 36,76            | 1 874 (2014)                      | 51                 |
| Chaudefonds-sur-Layon           | 49082      | Califontains    | 14,77            | 967 (2014)                        | 65                 |
| Denée                           | 49120      | Denéens         | 15,60            | 1 399 (2014)                      | 90                 |
| La Possonnière                  | 49247      | Possonnéens     | 18,36            | 2 423 (2014)                      | 132                |
| Rochefort-sur-Loire             | 49259      | Rochefortais    | 28,01            | 2 313 (2014)                      | 83                 |
| Saint-Germain-des-Prés          | 49284      | Germanopratains | 19,76            | 1 390 (2014)                      | 70                 |
| Val-du-Layon                    | 49292      | Layonvalois     | 29,63            | 3 318 (2014)                      | 112                |

## Géographie
La communauté de communes Loire-Layon se situe dans la partie Ouest du département de Maine-et-Loire, autour des villes de Saint-Georges-sur-Loire et de Chalonnes-sur-Loire.
Une grande partie de son territoire se trouve dans le Val de Loire inscrit en 2000 sur la liste du patrimoine mondial de l’UNESCO.
Sa superficie est de près de 235 km2, et son altitude varie de 7 mètres (Ingrandes)) à 104 mètres (Rochefort et Saint-Aubin).

## Historique
Ce regroupement de communes date de 1997, et dans son actuelle configuration de 1999,. À la disparition de la communauté de communes Sud-Loire, Denée rejoint la CC Loire Layon le 1er janvier 2004.
La communauté de communes intègre en 2003 le syndicat mixte Pays de Loire en Layon (anciennement Pays Loire, Layon, Lys, Aubance).
En avril 2010, elle révise ses statuts et complète ses compétences. En octobre 2013, elle étend à nouveau ses compétences dans le domaine du patrimoine (moulin Guérin de Saint-Aubin) et dans le domaine des bâtiments affectés à l'enseignement musical.
Le 1er janvier 2016, la commune nouvelle d'Ingrandes-le-Fresne-sur-Loire est créée et souhaite rejoindre la communauté de communes du Pays d'Ancenis. Ce rattachement est effectif le 1er janvier 2017. A la même date, la commune de Saint-Aubin-de-Luigné fusionne avec celle de Saint-Lambert-du-Lattay pour constituer Val-du-Layon, qui choisit de faire partie de la communauté de communes Loire Layon le 1er janvier 2017.
Le schéma départemental de coopération intercommunale de Maine-et-Loire, approuvé le 22 janvier 2016 par la commission départementale de coopération intercommunale, envisage la fusion de la communauté de communes Loire-Layon avec la communauté de communes des Coteaux du Layon et la communauté de communes Loire Aubance à partir du 1er janvier 2017, la nouvelle structure porte le nom de communauté de communes Loire Layon Aubance.

## Politique et administration

### Compétences
Domaines d'intervention de l'établissement public de coopération intercommunale (EPCI) CC Loire-Layon,, :
- Le développement économique

1. Favoriser l’économie, mener des actions favorisant le développement économique et de l'emploi, développer et gérer les zones d’activités, maintenir le commerce en milieu rural ;
2. Développer l’accueil et la promotion touristique, développer l’information touristique, soutenir financièrement l’Office de Tourisme Intercommunal Loire-Layon, mettre en place des actions en faveur du tourisme, promouvoir et gérer les chemins de randonnées, subventionner l’action « Le Passeur de Loire », valoriser les sites et le patrimoine à vocation touristique, dont les bords de Loire et les anciens sites miniers ;

- L’aménagement du territoire

1. Développer et adapter l’aménagement de l’espace communautaire, la voirie et les chemins ruraux, la réalisation d'un schéma de cohérence territoriale et un schéma de secteur ;
2. Améliorer et mettre en valeur l’environnement, la collecte et l'élimination des déchets, la gestion de déchèteries intercommunales ;
3. Connaître et faire connaître le territoire aux citoyens, gérer un système d’information géographique ;
4. Favoriser la solidarité communautaire, favoriser la mutualisation du personnel et des équipements ;
5. Soutenir une politique sociale et améliorer le cadre de vie, favoriser l’accession au logement, gérer les aires d’accueil des gens du voyage, contribuer à la sécurité du territoire via le versement de la contribution au service incendie ;

- Développer une politique culturelle, sportive, d’animation et de loisirs

1. Développer les animations culturelles et sportives ;
2. Favoriser l’expression culturelle, favoriser l’apprentissage et la connaissance de la musique, subventionner la mission « Val de Loire » pour ses animations labellisées.

### Finances
Comptes du groupement à fiscalité propre (GFP) de CC Loire-Layon :
| Chiffres clés                             | En milliers d'Euros | En euros par habitant | Chiffres 2007 |
| ----------------------------------------- | ------------------- | --------------------- | ------------- |
| Total des produits de fonctionnement (A)  | 6 257               | 272                   | 5 655         |
| Total des charges de fonctionnement (B)   | 5 076               | 221                   | 4 063         |
| Résultat comptable (R=A-B)                | 1 181               | 51                    | 1 592         |
| Total des ressources d'investissement (C) | 4 334               | 188                   | 2 077         |
| Total des emplois d'investissement (D)    | 4 388               | 191                   | 2 988         |
| Capacité d'autofinancement                | 1 369               | 59                    | 1 654         |
| Encours de la dette au 31/12              | 5 535               | 241                   | 2 303         |
| Annuité de la dette                       | 2 286               | 99                    | 565           |

| Fiscalité locale                                                        | Taux    |
| ----------------------------------------------------------------------- | ------- |
| Taxe d'habitation                                                       | 8,50 %  |
| Foncier bâti                                                            | 0,00 %  |
| Foncier non bâti                                                        | 2,06 %  |
| Foncier non bâti (taxe additionnelle)                                   | 26,89 % |
| Cotisation foncière des entreprises (fiscalité additionnelle)           | 0,00 %  |
| Cotisation foncière des entreprises (fiscalité prof. unique ou de zone) | 22,61 % |

### Présidence
Le siège de la communauté de communes est fixée à Saint-Georges-sur-Loire.
Le conseil communautaire est composé de 29 membres : 6 délégués pour Chalonnes, 4 délégués pour Saint-Georges, 3 délégués pour La Possonnière, Rochefort et Champtocé, 2 délégués pour Saint-Germain, Saint-Aubin, Chaudefonds, Ingrandes et Denée.
Le bureau communautaire est composé de 10 membres : un représentant par commune. 
| Période                                  | Période    | Identité         | Étiquette | Qualité                                                                                                  |
| ---------------------------------------- | ---------- | ---------------- | --------- | --- |
| 2001                                     | 2008       | Michel Bordereau | UDF       | Maire de Chalonnes-sur-Loire (1995-2008) Conseiller général du canton de Chalonnes-sur-Loire (1985-2004) |
| 2008                                     | avril 2014 | Daniel Froger    | PS        | Maire de Saint-Georges-sur-Loire (2001- )                                                                |
| avril 2014                               | en cours   | Marc Schmitter   |           | Élu de Chalonnes-sur-Loire (2014- )                                                                      |
| Les données manquantes sont à compléter. |            |                  |           | |

## Population

### Démographie
| 1999 | 2001 | 2003 | 2005 | 2006   | 2009   | 2012   |
| ---- | ---- | ---- | ---- | ------ | ------ | ------ |
| -    | -    | -    | -    | 21 526 | 22 488 | 23 166 |

### Logement
On comptait en 2009, sur le territoire de la communauté de communes, 10 062 logements, pour un total sur le département de 360 144. 89 % étaient des résidences principales, et 69 % des ménages en étaient propriétaires.

### Revenus
En 2010, le revenu fiscal médian par ménage sur la communauté de communes était de 17 903 €, pour une moyenne sur le département de 17 632 €.

## Économie
Sur 1 756 établissements présents sur l'intercommunalité à fin 2010, 19 % relevaient du secteur de l'agriculture (pour 17 % sur l'ensemble du département), 8 % relevaient du secteur de l'industrie, 11 % du secteur de la construction, 49 % du secteur du commerce et des services (pour 53 % sur le département) et 13 % de celui de l'administration et de la santé.